# Catalasa
La catalasa és un enzim que es troba en organismes vius i catalitza la descomposició del peròxid d'hidrogen (H₂0₂) en oxigen i aigua.
Aquest enzim és de la família de les oxidoreductases, ja que utilitza peròxid d'hidrogen com a acceptor d'electrons i, alhora, es constitueix com a peroxidasa, ja que és donant d'electrons.
La catalasa és responsable de la degradació del peròxid d'hidrogen (H2O2), que és residu del metabolisme cel·lular de molts organismes vius, però donada la seva toxicitat ha de transformar-se ràpidament en compostos menys perillosos. A més, aquest enzim catalitza la seva descomposició en aigua i oxigen, dues substàncies essencials per a la vida. Per tant, la catalasa permet l'equilibri del peròxid d'oxigen i evita l'apoptosi (mort cel·lular).
D'altra banda, la catalasa s'utilitza en la indústria tèxtil per a l'eliminació del peròxid d'hidrogen, així com en menor mesura s'empra en la neteja de lents de contacte que s'han esterilitzat en una solució de peròxid d'hidrogen.
La catalasa és un enzim que es troba majoritàriament a l'interior de les cèl·lules, és a dir, és un enzim intracel·lular, i està present en diversos éssers vius. A saber: en els peroxisomes de les cèl·lules animals i vegetals, en els glioxisomes de les plantes (peroxisomes de les mateixes) i en el citoplasma d'éssers procariotes.
El funcionament d'alguns òrgans del cos humà, com el fetge i els ronyons, depèn en gran manera de la funció de la catalasa, ja que la funció d'aquests òrgans és la detoxificació del cos. Per això hi ha grans quantitats de peroxisomes en les cèl·lules d'aquests òrgans. Amb una molècula de catalasa, l'organisme humà és capaç de descompondre milions de molècules de peròxid d'hidrogen.

## Estructura
La catalasa és un tetràmer on cada una de les cadenes polipeptídiques que la conformen està formada al voltant de 500 aminoàcids. Aquestes forment 4 subunitats o dominis. La formació neuràlgica de cada una de les subunitats està extensament configurada per vuit barrils beta (b1-8) de cadenes polipeptídiques antiparal·leles. A cada un dels dominis helicals dels barrils beta hi ha quatre grups carboxils terminals als aminoàcids (a16, a17, i a19). Quatre hèlix més deriven dels residus entre el barril 4 i el barril 5 als aminoàcids (a4, a5, a6 i a7). Un splicing alternatiu d'aquesta proteïna podria comportar diferents variants proteiques.
Conté 4 grups d'hemo-ferroporfirina metàl·lics com a part prostètica de l'heteroproteïna, els quals aporten a l'enzim la capacitat de reacció amb el peròxid d'hidrogen. Aquesta capacitat és deguda al grup hemo, el qual pot combinar-se amb l'oxigen molecular (O2) i lapresència d'un grup ferroporfirínic a l'estructura del grup hemo, el qual aporta la capacitat de transportar l'oxigen. La majoria del ferro present als mamifers es troba agrupat a l'interior dels grups hemo.

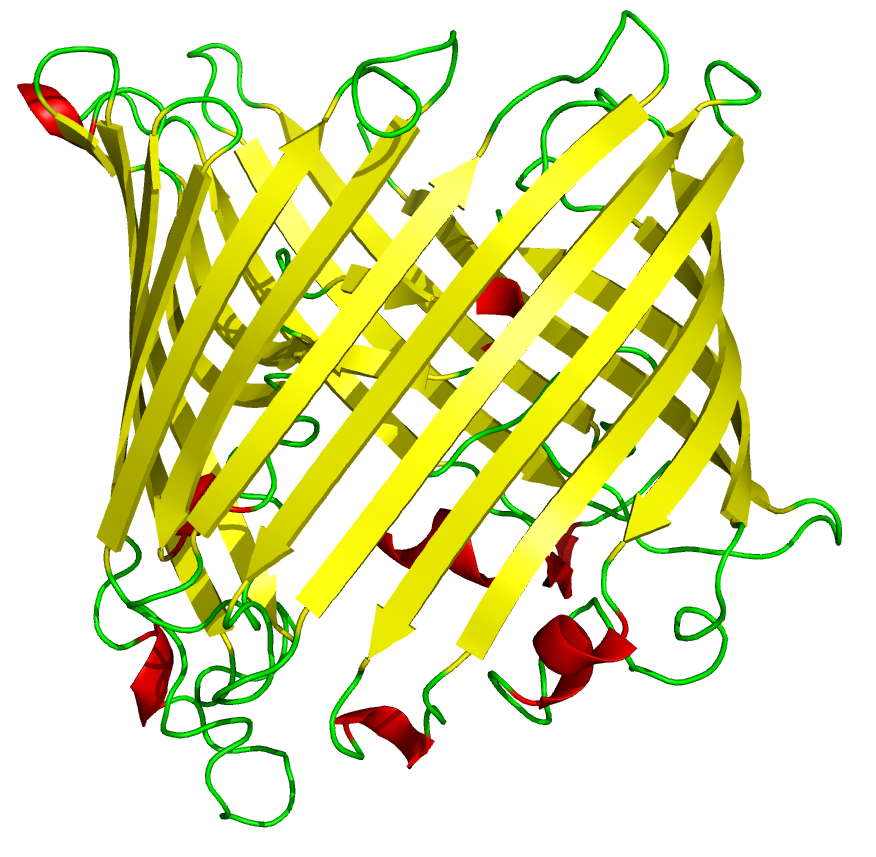
Barril beta de la porina específica per la sucrosa del bacteri Salmonella typhimurium.

## Mecanisme molecular
La presència de catalasa en un teixit o en una mostra, pot ser demostrada afegint-hi peròxid d'hidrogen i observant-ne la reacció. La producció d'oxigen pot ser observada per la formació de bombolles. És un test fàcil i pot ser observat a ull nu sense l'ajuda d'instruments. Aquesta característica de la catalasa és possible perquè té una alta activitat específica que produeix una resposta molt detectable. També hi compta el fet que un dels productes de la reacció és un gas.
{\displaystyle {\ce {2H2O2<=> 2H2O + O2}}}
Tot i que el mecanisme de reacció de la catalasa actualment no es coneix, es creu que la reacció té lloc en dues fases. Fe-E representa el nucli de ferro del grup hemo unit a l'enzim:
{\displaystyle {\ce {H2O2 + Fe(III)-E -> H2O + O=Fe(IV)-E}}}
{\displaystyle {\ce {H2O2 + O=Fe(IV)-E -> H2O + Fe(III)-E + O2}}}
Quan el peròxid d'hidrogen (H2O2) entra al centre actiu, interactua amb els aminoàcids Asn147 (Asparagina a la posició 147) i His74 (Histidina a la posició 74), causant que un protó (Ió hidrogen H+) es transfereixi entre els àtoms d'oxigen. Els àtoms d'oxigen lliures es coordinen per alliberar-se resultant-ne una nova molècula d'H2O formada i un Fe(IV)=O. El Fe(IV)=O reacciona amb una segona molècula de peròxid d'hidrogen per tornar a formar H2O i O2. La reactivitat del centre metàl·lic de l'enzim pot ser millorada per la presència d'un lligand Tyr357 (Tirosina a la posició 357) fenolat (el qual té un anió fenol present) al cinquè grup metàl·lic, el qual pot assistir a l'oxidació del Fe(III) cap a Fe(IV). L'eficiència d'aquesta reacció també pot ser millorada per les interaccions de la His74 i la Asn147 amb intermediaris de reacció. La descomposició del peròxid d'hidrogen per via de la catalasa, va amb relació a la cinètica de primer ordre per la qual el rati de reacció és proporcional a la concentració present de peròxid d'hidrogen. L'augment de la concentració de substrat augmenta la velocitat de la reacció fins al punt de saturació.
La Catalasa també pot catalitzar l'oxidació de varis metabòlits i toxines com el Formaldehid, l'Àcid fòrmic, Fenols, acetaldehids i alcohols. Ho fa segons la reacció següent:
{\displaystyle {\ce {H2O2 + H2R -> 2H2O + R}}}
El mecanisme exacte d'aquesta reacció no és conegut.
Qualsevol iò metàl·lic pesat pot actuar com a inhibidor no competitiu (els que s'acoblen al enzim modificant-ne l'estructura) de la Catalasa. El verí Cianur per exemple és un inhibidor no competitiu de la catalasa a altes concentracions de peròxid d'hidrogen. Els Arsenats actuen com a activadors.

## Funció cel·lular i localització
Una cèl·lula sana que duu a terme el seu corresponent metabolisme cel·lular genera radicals lliures que tenen la singularitat de ser espècies molt reactives. Un dels productes que poden generar aquests radicals lliures és peròxid d'hidrogen. Aquesta molècula és molt tòxica per la cèl·lula i els teixits, per això, pot causar danys molt greus en ells. Com a conseqüència, s'ha de convertir ràpidament el peròxid d'hidrogen en substàncies menys perjudicials, com aigua.

### Medi intracel·lular
Per convertir el H₂O₂, d'entre altres substàncies, a espècies menys reactives, a l'organisme hi ha un sistema de protecció compost per molècules i enzims antioxidants. Entre els quals, trobem la catalasa.
Per aquest motiu, la catalasa catalitza una reacció que és produïda a gairebé totes les cèl·lules, com les cèl·lules hepàtiques i renals, per tant, la podem localitzar en tots els òrgans. Així i tot, la catalasa es troba principalment als peroxisomes i al citosol dels eritròcits. Veiem que aquest enzim es troba per totes les cèl·lules, ja que el seu mal funcionalment i consegüentment l'augment d'estrès oxidatiu pot derivar en malalties molt diverses. Entre aquestes trobem: malalties respiratòries, neurodegeneratives i altres patologies. Per tant, la catalasa està present i pot afectar tot els teixits.

### Medi extracel·lular
D'altra banda, excepcionalment la catalasa està involucrada en processos tumorals. La catalasa protectora cel·lular tumoral interfereix eficientment amb la senyalització selectiva de l'apoptosi intercel·lular de les cèl·lules malignes. Això es basa en el fet que la catalasa també pot degradar el peroxinitrit. Aquesta catalasa es troba al medi extracel·lular.

### Localització general
La catalasa és una proteïna universal que es troba en la seva majoria en tots els organismes vius. Aquest enzim es troba en plantes, animals, la majoria de fongs i microorganismes aeròbics. No obstant això, segons l'organisme on es trobi, hi ha diferents espècies de catalasa. Cada una d'aquestes té una temperatura òptima diferent en què la capacitat enzimàtica serà màxima.

## Patologia molecular i aplicacions mèdiques
La catalasa es un enzim antioxidant, té un rol principal en regular el nivell cel·lular de peròxid d'hidrogen. La deficiència de catalasa s'associa amb malalties com: diabetis mellitus, arterioesclerosi, hipertensió, malaltia d'Alzheimer, malaltia de Parkinson i esquizofrènia.

### Diabetis mellitus
El catabolisme del H₂O₂ protegeix les cèl·lules beta pancreàtiques dels danys produïts per els radicals lliures en excés d'aquest, però a cèl·lules pancreàtiques l'enzim catalasa es troba en nivells molt baixos, fent-les altament sensibles a l'estrès oxidatiu. L'activitat oxidativa excessiva produeix complicacions en pacients amb diabetis mellitus. Actualment s'estudien models científics per aplicar un tractament antioxidant basat en administrar enzims catalasa a pacients amb diabetis mellitus per prevenir futures complicacions de la malaltia.
L'excés de radicals lliures per falta d'enzims antioxidants com la catalasa destrueix estructures cel·lulars portant a la oxidació de proteïnes mitocondrials, l'estrès oxidatiu i la disfunció mitocondrial s'associa amb malalties neurodegeneratives com Alzheimer i Parkinson.
Avaluacions d'efectes del resveratrol en ratolins indiquen que es podria alentir l'avenç de l'Alzheimer amb tractaments basats en resveratrol. Aquest, augmenta la capacitat antioxidant dels pacients, contrarestant l'estrès oxidatiu produït per falta de catalasa.

### Acatalasèmia
L'acatalasèmia es un trastorn peroxisòmic hereditari causat per mutacions en el gen CAT, és un desordre de tipus autosòmic recessiu i produeix en el malalt anomalies en l'activitat de la catalasa. Baixos nivells de catalasa s'han trobat en pacients amb esquizofrènia i amb arterioesclerosi.